# Règle à tenons
La règle à tenons également souvent nommée par anglicisme peg bar, est un outil inventé par l'animateur québécois, Raoul Barré, utilisé en animation, permettant d'immobiliser les feuilles. Elle permet une plus grande stabilité entre chaque dessin.

## Appellations
La règle à tenons peut aussi être appelée barre à tenons, règle à ergots, barre à ergots ou encore par son nom anglais Peg bar.

## Description

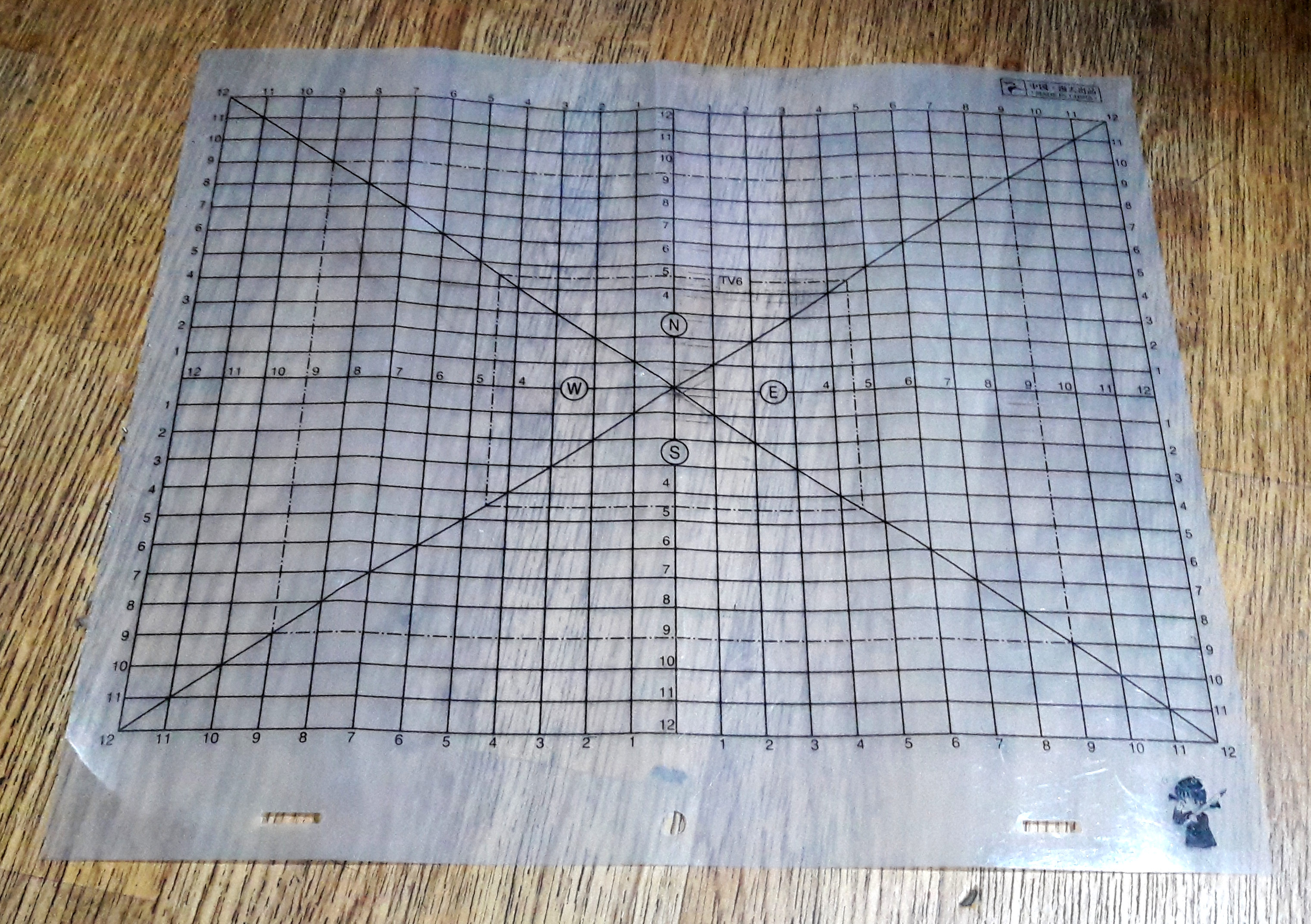
Graticule - Feuille translucide pour animateur à mettre sur table lumineuse, comportant repères en grille et des trous pour règle à tenons

Il existe plusieurs types de règles à tenons pour les différents studios d'animation. Celles-ci sont composées d'une barre, graduée ou non, sur laquelle est inséré des tenons, des petites pièces rondes ou longues à différents endroits servant à stabiliser l'emplacement des feuilles pour chaque dessin. Les feuilles utilisées pour l'animation sont alors perforées et peuvent être inséré sur la règle. Plusieurs feuilles peuvent alors être placées l'une par-dessus l'autre de façon à pouvoir se fier au dessin précédent ou suivant pour réaliser l'animation, la règle étant de d'abord créer les images clés, l'intervalliste étant charger de dessiner les étapes intermédiaires.
La règle à tenons est généralement utilisée conjointement avec une table lumineuse de façon à voir en transparence le ou les dessins situé en dessous de la dernière feuille. Le plan de montage final ayant généralement une longe barre comportant des tenons répétés pour pouvoir y placer les différents celluloïds et pouvoir effectuer des travellings.
Un format relativement standard est composé, d'un tenon rond au milieu et de 2 tenons rectangulaires sur les côtés, avec les graduations de 16e et 32e de pouces, bien que certains studios utilisent plutôt les 20e de pouces. Il y a 4 pouces d'écart entre le centre du tenon du milieu et celui d'un des tenons rectangulaires, et donc, 8 pouces entre les centres de deux tenons rectangulaires.